# Baneins
Baneins és un municipi francès situat al departament de l'Ain i a la regió d'Alvèrnia-Roine-Alps. L'any 2007 tenia 606 habitants.

## Demografia

### Població
El 2007 la població de fet de Baneins era de 606 persones. Hi havia 202 famílies de les quals 32 eren unipersonals (16 homes vivint sols i 16 dones vivint soles), 57 parelles sense fills, 101 parelles amb fills i 12 famílies monoparentals amb fills.
La població ha evolucionat segons el següent gràfic:
Habitants censats

### Habitatges
El 2007 hi havia 222 habitatges, 205 eren l'habitatge principal de la família, 10 eren segones residències i 7 estaven desocupats. 213 eren cases i 8 eren apartaments. Dels 205 habitatges principals, 168 estaven ocupats pels seus propietaris, 33 estaven llogats i ocupats pels llogaters i 3 estaven cedits a títol gratuït; 6 tenien dues cambres, 26 en tenien tres, 51 en tenien quatre i 122 en tenien cinc o més. 178 habitatges disposaven pel capbaix d'una plaça de pàrquing. A 77 habitatges hi havia un automòbil i a 125 n'hi havia dos o més.

### Piràmide de població
La piràmide de població per edats i sexe el 2009 era:
| Homes | Edats   | Dones |
| ----- | ------- | ----- |
| 0     | 95 o +  | 0     |
| 0     | 90 a 94 | 0     |
| 0     | 85 a 89 | 4     |
| 0     | 80 a 84 | 4     |
| 4     | 75 a 79 | 0     |
| 12    | 70 a 74 | 8     |
| 4     | 65 a 69 | 8     |
| 4     | 60 a 64 | 16    |
| 16    | 55 a 59 | 4     |
| 8     | 50 a 54 | 16    |
| 12    | 45 a 49 | 4     |
| 28    | 40 a 44 | 24    |
| 28    | 35 a 39 | 24    |
| 44    | 30 a 34 | 32    |
| 4     | 25 a 29 | 16    |
| 4     | 20 a 24 | 8     |
| 36    | 15 a 19 | 16    |
| 16    | 10 a 14 | 24    |
| 40    | 5 a 9   | 24    |
| 12    | 0 a 4   | 36    |

## Economia
El 2007 la població en edat de treballar era de 394 persones, 290 eren actives i 104 eren inactives. De les 290 persones actives 274 estaven ocupades (159 homes i 115 dones) i 15 estaven aturades (6 homes i 9 dones). De les 104 persones inactives 25 estaven jubilades, 42 estaven estudiant i 37 estaven classificades com a «altres inactius».

### Ingressos
El 2009 a Baneins hi havia 206 unitats fiscals que integraven 610 persones, la mediana anual d'ingressos fiscals per persona era de 18.131 €.

### Activitats econòmiques
Dels 19 establiments que hi havia el 2007, 1 era d'una empresa de fabricació d'altres productes industrials, 6 d'empreses de construcció, 2 d'empreses de comerç i reparació d'automòbils, 2 d'empreses de transport, 1 d'una empresa d'hostatgeria i restauració, 1 d'una empresa immobiliària, 3 d'empreses de serveis, 2 d'entitats de l'administració pública i 1 d'una empresa classificada com a «altres activitats de serveis».
Dels 7 establiments de servei als particulars que hi havia el 2009, 2 eren guixaires pintors, 2 fusteries, 1 lampisteria, 1 empresa de construcció i 1 restaurant.
L'any 2000 a Baneins hi havia 22 explotacions agrícoles que ocupaven un total de 420 hectàrees.

## Equipaments sanitaris i escolars
El 2009 hi havia una escola elemental.

## Poblacions més properes
El següent diagrama mostra les poblacions més properes.